# 威廉一世 (黑森选侯)
威廉一世（Wilhelm I.，1743年6月3日—1821年2月27日），黑森选侯国的第一任选侯，1803年至1806年、1813年至1821年在位。任选侯之前为黑森-卡塞尔领地伯爵，称威廉九世。

## 家庭与早年生活
威廉一世是黑森-卡塞尔伯爵腓特烈二世与英国国王喬治二世之女玛丽的次子，1743年6月3日生于首府卡塞尔。他的祖辈详见下表：
| 黑森选侯威廉一世 | 父亲： 黑森-卡塞尔伯爵腓特烈二世 | 祖父： 黑森-卡塞尔领地伯爵威廉八世          | 祖父之父： 黑森-卡塞尔领地伯爵卡爾                         |
| 黑森选侯威廉一世 | 父亲： 黑森-卡塞尔伯爵腓特烈二世 | 祖父： 黑森-卡塞尔领地伯爵威廉八世          | 祖父之母： 库尔兰的玛丽·安娜                               |
| 黑森选侯威廉一世 | 父亲： 黑森-卡塞尔伯爵腓特烈二世 | 祖母： 萨克森-载茨的朵萝泰娅·威廉明妮       | 祖母之父： 萨克森-载茨公爵莫里茨·威廉                      |
| 黑森选侯威廉一世 | 父亲： 黑森-卡塞尔伯爵腓特烈二世 | 祖母： 萨克森-载茨的朵萝泰娅·威廉明妮       | 祖母之母： 勃兰登堡的玛丽·阿玛丽埃                         |
| 黑森选侯威廉一世 | 母亲： 英國公主玛丽              | 外祖父： 英國国王乔治二世                   | 外祖父之父： 英國国王乔治一世                              |
| 黑森选侯威廉一世 | 母亲： 英國公主玛丽              | 外祖父： 英國国王乔治二世                   | 外祖父之母： 不伦瑞克-吕訥堡-策勒的索菲亞·多魯西亞         |
| 黑森选侯威廉一世 | 母亲： 英國公主玛丽              | 外祖母： 勃兰登堡-安斯巴赫的威廉明妮·卡羅琳 | 外祖母之父： 勃兰登堡-安斯巴赫藩侯约翰·腓特烈              |
| 黑森选侯威廉一世 | 母亲： 英國公主玛丽              | 外祖母： 勃兰登堡-安斯巴赫的威廉明妮·卡羅琳 | 外祖母之母： 萨克森-艾森纳赫的埃莱奥诺尔·爱尔德穆特·路易丝 |

威廉的父亲腓特烈在1747年离开家人并改宗天主教。他与妻子最终在1755年离婚。威廉与他的弟弟，卡尔和腓特烈跟随他们的母亲玛丽迁至丹麦的信奉新教的亲戚家。
1760年，他的祖父黑森-卡塞尔领地伯爵威廉八世去世，他的父亲成为名义上的黑森-卡塞尔领地伯爵腓特烈二世。当时的他服役于普鲁士军队。而威廉继承了他祖父的位于黑森南部的哈瑙-明岑贝格伯国（Grafschaft Hanau-Münzenberg），回到了祖国，成为哈瑙伯爵威廉九世。原因是最后一位哈瑙家族的哈瑙伯爵約翰·萊因哈德三世不愿意将他的领地留给一个天主教徒。
1764年，威廉九世与表妹威廉明妮·卡羅琳结婚，他的二弟也于两年后娶了另一位丹麦公主。

## 从伯爵到选侯
1785年10月31日，威廉的父亲弗里德里希二世去世。他即位成为黑森-卡塞尔领地伯爵，称威廉九世，據說他當時繼承了歐洲最大的遺產之一。他让犹太人梅耶尔·阿姆舍尔·罗斯柴尔德管理他的财产，一方面使罗斯柴尔德家族成为欧洲最著名的银行家族，另一方面也使威廉的财产在拿破仑战争中得以保全。
通过1803年的《帝国代表重要决议》（Reichsdeputationshauptschluss），威廉被拿破仑提升为选侯，成为黑森选侯威廉一世。但1806年萊茵聯邦建立，黑森选侯国拒绝加入，并在这年的法普战争中站在普鲁士一方。拿破仑占领了黑森选侯国，把她并入了热罗姆·波拿巴统治的威斯特法伦王国。黑森南部的哈瑙-明岑贝格伯国后来成为法兰克福大公国的一部分。被废黜的威廉一世与家人流亡荷尔斯泰因，后来到布拉格，直到法军撤退才回到祖国。1813年随着拿破仑在莱比锡战役中失败，黑森选侯国复辟，威廉一世重新成为黑森选侯。1816年的维也纳会议再次确立了黑森选侯国的地位，成为德意志邦聯中唯一的选侯国，虽然此时已没有一位统一的德国皇帝。奥地利皇帝也不是通过选侯选举产生的。
1821年2月27日，威廉一世在卡塞尔去世，终年77岁。次子威廉继承了他的选侯之位。

## 婚姻与子女
威廉一世1764年9月1日在哥本哈根与表妹、丹麦和挪威国王弗雷德里克五世的次女威廉明妮·卡羅琳（1747年7月10日—1820年1月14日）结婚，有二子二女：
- 长女玛丽·弗蕾德里克（1768年9月14日—1839年4月17日），1794年与安哈特-贝恩堡亲王世子、后来的安哈特-贝恩堡公爵阿歷克塞·腓特烈·克里斯蒂安结婚，1817年离婚，有二子二女。
- 次女卡羅琳·阿玛丽埃（1771年7月11日—1848年2月22日），1802年与萨克森-哥达-阿尔滕堡的奥古斯特公爵结婚，两人没有子女。。
- 长子腓特烈（1772年—1784年），早夭。
- 次子威廉（1777年7月28日—1847年11月20日），1821年继位成为选侯威廉二世。

| 威廉一世 (黑森选侯) 黑森王朝出生于：1743年6月3日逝世於：1821年2月27日 | 威廉一世 (黑森选侯) 黑森王朝出生于：1743年6月3日逝世於：1821年2月27日 | 威廉一世 (黑森选侯) 黑森王朝出生于：1743年6月3日逝世於：1821年2月27日 |
| 統治者頭銜                                                            | 統治者頭銜                                                            | 統治者頭銜                                                            |
| --------------------------------------------------------------------- | --------------------------------------------------------------------- | --------------------------------------------------------------------- |
| 前任者： 威廉八世                                                     | 哈瑙-明岑貝格伯爵 1760年—1821年                                       | 繼任者： 威廉二世                                                     |
| 前任者： 腓特烈二世                                                   | 黑森-卡塞爾伯爵 1785年—1803年                                         | 繼任者： 威廉二世                                                     |
| 新頭銜                                                                | 黑森選侯 1803年—1821年                                                | 繼任者： 威廉二世                                                     |